# Zabriskie Point

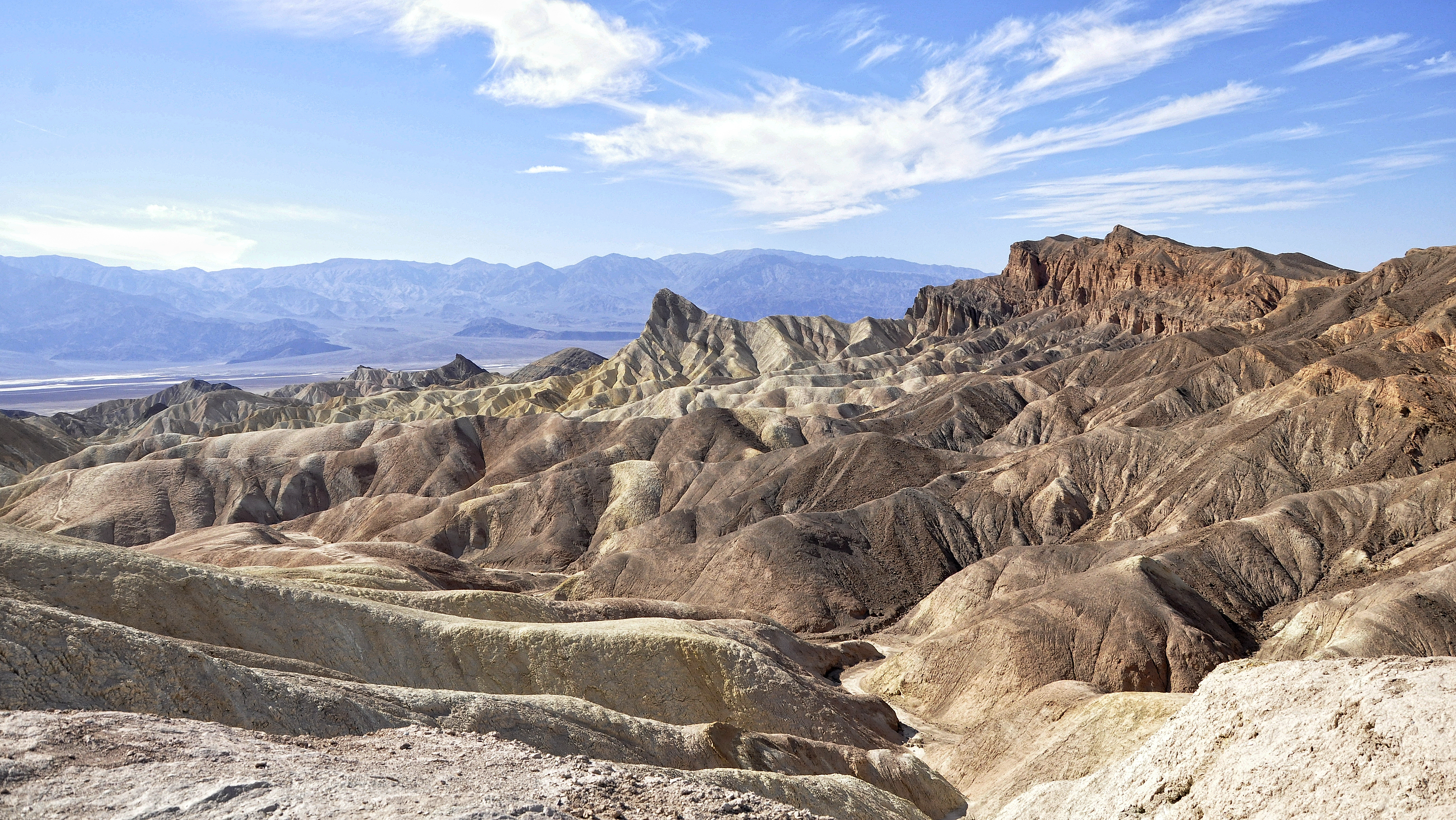
Vanaf Zabriskie Point

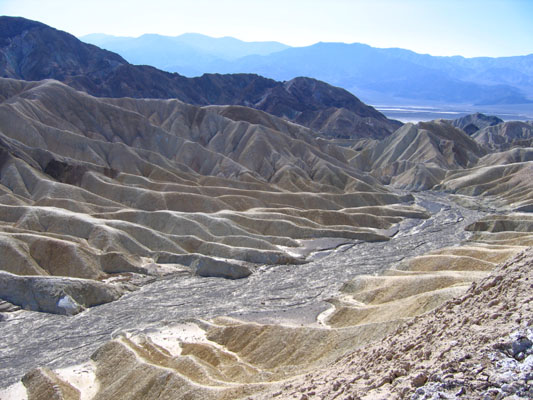
Opgedroogde rivierbedding

Zabriskie Point is een uitkijkpunt in het Death Valley National Park in Californië. Het is een van de heetste plekken op aarde en wordt gekenmerkt door zijn pastelkleurige golvende duinlandschap waar zo goed als niets leeft.
De plek is vernoemd naar de Amerikaanse zakenman en onderdirecteur van de Pacific Coast Borax Company: Christian Brevoort Zabriskie (1864 - 1936).
Zabriskie Point is tevens de titel van een film van Michelangelo Antonioni uit 1970. Een klein gedeelte van de film speelt zich daadwerkelijk af op deze plaats.